# 弗兰克·约翰逊
富兰克林·莱纳德·约翰逊（英語：Franklin Lenard Johnson，1958年11月23日—），美国NBA联盟前职业篮球运动员。他在1981年的NBA选秀中第1轮第11顺位被华盛顿子弹选中。